# Thalassoma newtoni
Thalassoma newtoni es una especie de peces de la familia Labridae en el orden de los Perciformes.

## Distribución geográfica
Se encuentra en Santo Tomé.